# Уједињена методистичка црква
Уједињена методистичка црква (УМЦ) је светска протестантска историјска деноминација са седиштем у Сједињеним Државама и већински део методизма. У 19. веку, његов главни претходник, Методистичка епископална црква, била је лидер у евангелизму. Садашња деноминација основана је 1968. године у Даласу у Тексасу, уједињењем Методистичке цркве и Евангеличке цркве уједињене браће. Уједињена методистичка црква вуче корене још из покрета оживљавања Џона и Чарлса Веслија у Енглеској, као и Великог буђења у Сједињеним Државама. Као таква, црквена теолошка оријентација је одлучно веслијанска. Обухвата литургијско богослужење, покрет светости и евангеличке елементе.
Уједињена методистичка црква има политологију повезивања, типичну особину великог броја методистичких деноминација. Организује се у конференције. Највиши ниво назива се Генерална конференција и једина је организација која може званично да говори у име Уједињене методистичке цркве. Црква је члан Светског савета цркава, Светског методистичког савета и других верских удружења. 
Са најмање 12 милиона чланова од 2014. године, Уједињена методистичка црква је највећа деноминација у ширем методистичком покрету од приближно 80 милиона људи широм света. У Сједињеним Државама, Уједињена методистичка црква је рангирана као највећа главна протестантска деноминација, друга по величини протестантска црква након Јужне баптистичке конвенције и трећа по величини хришћанска деноминација. Њено чланство широм света је 2014. године износило 7 милиона у Сједињеним Државама и 4,4 милиона у Африци, Азији и Европи. Pew Research је 2015. проценио да се 3,6 процента становништва САД-а, или 9 милиона одраслих присталица, самоидентификује са Уједињеном методистичком црквом, приказујући много већи број присталица од регистрованог чланства.
Дана 3. јануара 2020, црквене вође предложиле су план за поделу Уједињене методистичке цркве око питања сексуалне оријентације (посебно истополних бракова) и стварање нове традиционалистичке методистичке деноминације.